# Brecciarola
Brecciarola is een plaats (frazione) in de Italiaanse gemeente Chieti.